# Armando Mora
Armando Mora Martínez es un cineasta y escritor panameño, destacado por ser el creador del grupo Cine Club Ariel en el año 1967, donde produjo cortos documentales y experimentales durante la década de los 70 en Panamá.  Este grupo organizó en 1969 el primer festival de cine nacional en Panamá. Fue director del Sistema Estatal de Radio y Televisión SERTV de 1990 a 1994.  Es hijo del escultor panameño José Guillermo Mora Noli.   

## Cortometrajes
- La tierra prometida (1971): presentado en el festival de cine de Cali[5]
- Cuartos (1972), basado en un poema de Demetrio Herrera Sevillano[6]